# فولتون (مینیاپولیس)
فولتون (به انگلیسی: Fulton) یک منطقهٔ مسکونی در ایالات متحده آمریکا است که در مینیاپولیس واقع شده‌است. مرزهای آن محدوده خیابان ۴۷ غربی در شمال، خیابان پن در جنوب، خیابان ۵۴ غربی از جنوب، و خیابان فرانس جنوبی از غرب را در بر می‌گیرد. محله‌های نزدیک آن عبارتند از لیندن هیلز در شمال، لین هرست در شرق و آرماتاژ در جنوب. حومه همسایه آن ادینا در جنوب و غرب قرار دارد. خیابان ۵۰ غربی یک گذرگاه اصلی شرقی- غربی است که محله را به دو نیم تقسیم می‌کند. در تقاطع خیابان فرانس، منطقه تجاری لوکس ۵۰ و فرانسه قرار دارد که در امتداد مرز بین مینیاپولیس و ادینا است.
در سال ۲۰۱۷ در فولتون قتل جاستین داموند رخ داد که در آن یک زن استرالیایی ۴۰ ساله توسط افسر پلیس محمد نور پس در پشت خانه‌اش مورد اصابت گلوله قرار گرفت و کشته شد. فولتون ۶٬۴۹۱ نفر جمعیت دارد.